# Lewis-Fry-Richardson-Medaille
Die Lewis-Fry-Richardson-Medaille  (eigentlich englisch Lewis Fry Richardson Medal) ist eine jährlich von der European Geosciences Union (EGU) vergebene Auszeichnung in Geophysik für herausragende Leistungen in nichtlinearer Geophysik. Sie ist zu Ehren von Lewis Fry Richardson benannt und wird seit 1998 vergeben (damals von der European Geophysical Society).

## Preisträger
- 1998 Wladimir Keilis-Borok
- 1999 Raymond Hide
- 2000 Benoît Mandelbrot
- 2001 Julian C. R. Hunt
- 2002 Friedrich Hermann Busse
- 2003 Uriel Frisch
- 2004 Michael Ghil
- 2005 Henk A. Dijkstra
- 2006 Roberto Benzi
- 2007 Ulrich Schumann
- 2008 Akiwa Jaglom
- 2009 Stéphan Fauve
- 2010 Klaus Fraedrich
- 2011 Catherine Nicolis
- 2012 Harry Swinney
- 2013 Jürgen Kurths
- 2014 Olivier Talagrand
- 2015 Daniel Schertzer
- 2016 Peter L. Read
- 2017 Edward Ott
- 2018 Timothy N. Palmer
- 2019 Shaun Lovejoy
- 2020 Valerio Lucarini
- 2021 Bérengère Dubrulle
- 2022 Ulrike Feudel
- 2023 Angelo Vulpiani
- 2024 Annick Pouquet
- 2025 Vincenzo Carbone[1]